# تامارا گریگوریان
تامارا سدا گریگوریان (ارمنی: Թամարա Սետա Գրիգորյան؛ انگلیسی: Tamara Krikorian; ۵ ژوئیهٔ ۱۹۴۴ – ۱۱ ژوئیهٔ ۲۰۰۹) تهیه‌کننده تلویزیونی ارمنی‌تبار اهل بریتانیا بود. وی در زمینه هنر ویدئویی فعالیت می‌کرد.

## زندگی‌نامه
وی در ۵ ژوئیهٔ ۱۹۴۴ در دورست به دنیا آمد . وی در ۱۱ ژوئیهٔ ۲۰۰۹ در سن ۶۵ سالگی درگذشت.